# Johann Heinrich Hottinger den äldre

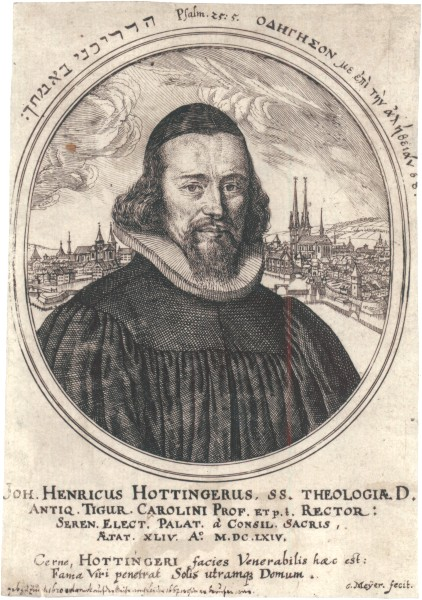
Johann Heinrich Hottinger 1664.

Johann Heinrich Hottinger den äldre, född den 10 mars 1620 i Zürich, död den 5 juni 1667 nära Zürich, var en schweizisk orientalist, far till teologen Johann Jakob Hottinger, förfader till historikern Johann Jakob Hottinger.
Hottinger var professor vid Zürichs universitet, där han lärde ut hebreiska, logik och retorik, kyrkohistoria med flera ämnen. Han var en av grundläggarna av den orientaliska språkvetenskapen. Bland hans många arbeten märks Thesaurus philologicus (1649; 3:e upplagan 1669) och Etymologicon orientale (1661). 